# El Hamdania
El Hamdania est une commune de la wilaya de Médéa en Algérie.

## Géographie
la commune est située dans le tell central algérien dans l'Atlas tellien dans le nord de l'Atlas blidéen à environ 52 km au sud-ouest d'Alger et à 13 km au nord-est de Médéa et à environ 15 km au sud-est de Blida et à 30 km au nord-est Berrouaghia et à 95 km au nord-est d Aïn Defla et à 52 km au sud-est de Tipaza.
| Tamesguida | Bouarfa(Wilaya de Blida) | Chréa(Wilaya de Blida)           |
| Tamesguida | El Hamdania              | Hammam Melouane(Wilaya de Blida) |
| Médéa      | Ouzera                   | El Omaria                        |

## Histoire
Avant l’indépendance, El Hamdania s’appelait Camp des Chênes, notamment à l’époque où Alphonse Daudet écrivit de belles pages sur cette vallée de la Chiffa et ce Ruisseau des Singes .Au milieu du XXe siècle, le lieu reçut, le nom, homonyme, d’Edmond-Daudet (du nom du maire de Médéa de 1926 à 1944)